# Eurovision Song Contest 1997
Eurovision Song Contest 1997, česky také Velká cena Eurovize 1997 (či jen Eurovize 1997) byl 42. ročník soutěže Eurovision Song Contest. Soutěž se konala 3. května 1997 v Dublinu v Irsku. Soutěž, organizovaná Evropskou vysílací unií (EVU) a veřejnoprávní Raidió Teilifís Éireann (RTÉ), se konala v Point Theatre poté, co v předchozím roce vyhrála Eimear Quinn s písní „The Voice“, moderátory ročníku byli Carrie Crowley a Ronan Keating. Soutěže se zúčastnilo 25 zemí. Vítězem se stala britská skupina Katrina and the Waves s písní „Love Shine a Light“.
Jednalo se o první ročník, kde o vítězi rozhodovali také diváci, hlasovat mohli v pěti zúčastněných zemích. Díky tomuto úspěšnému pokusu bylo hlasování diváků zavedeno v následujícím roce ve všech zemích. Poprvé mohli interpreti soutěžit bez živého hudebního doprovodu, povoleno bylo použití předehrané hudební stopy.

## Kvalifikace
Dle pravidel se soutěže mohlo účastnit maximálně 25 zemí. Kvůli vysokému počtu zájemců o účast byl v roce 1993 zaveden sestupový systém, podle kterého se ročníku mohly zúčastnit ty země, kterým nebyla umožněna účast v předcházejícím roce, a země s nejlepšími výkony za předchozích 5 let. 25 účastníků tak bylo vybráno následovně: vítěz předchozího ročníku, všechny země, které se nezúčastnily minulého ročníku, a zbývající počet zemí s nejvyšším průměrem.
Kvůli špatným výkonům se tak ročníku nemohli zúčastnit Belgie, Finsko a Slovensko. Naopak se po roční pauze vrátili Dánsko, Německo, Maďarsko a Rusko, navíc se v soutěži poprvé od roku 1993 představila Itálie.

## Výsledky
| Pořadí | Země                | Interpret                   | Skladba                    | Jazyk         | Umístění | Body |
| ------ | ------------------- | --------------------------- | -------------------------- | ------------- | -------- | ---- |
| 1.     | Kypr                | Hara a Andreas Konstantinou | „Mana mou“                 | řečtina       | 5.       | 98   |
| 2.     | Turecko             | Şebnem Paker a Grup Ethnic  | „Dinle“                    | turečtina     | 3.       | 121  |
| 3.     | Norsko              | Tor Endresen                | „San Francisco“            | norština      | 24.      | 0    |
| 4.     | Rakousko            | Bettina Soriat              | „One Step“                 | němčina       | 21.      | 12   |
| 5.     | Irsko               | Marc Roberts                | „Mysterious Woman“         | angličtina    | 2.       | 157  |
| 6.     | Slovinsko           | Tanja Ribič                 | „Zbudi se“                 | slovinština   | 10.      | 60   |
| 7.     | Švýcarsko           | Barbara Berta               | „Dentro di me“             | italština     | 22.      | 5    |
| 8.     | Nizozemsko          | Mrs. Einstein               | „Niemand heeft nog tijd“   | nizozemština  | 22.      | 5    |
| 9.     | Itálie              | Jalisse                     | „Fiumi di parole“          | italština     | 4.       | 114  |
| 10.    | Španělsko           | Marcos Llunas               | „Sin rencor“               | španělština   | 6.       | 96   |
| 11.    | Německo             | Bianca Shomburg             | „Zeit“                     | němčina       | 18.      | 22   |
| 12.    | Polsko              | Anna Maria Jopek            | „Ale jestem“               | polština      | 11.      | 54   |
| 13.    | Estonsko            | Maarja                      | „Keelatud maa“             | estonština    | 8.       | 82   |
| 14.    | Bosna a Hercegovina | Alma Čardžić                | „Goodbye“                  | bosenština    | 18.      | 22   |
| 15.    | Portugalsko         | Célia Lawson                | „Antes do adeus“           | portugalština | 24.      | 0    |
| 16.    | Švédsko             | Blond                       | „Bara hon älskar mig“      | švédština     | 14.      | 36   |
| 17.    | Řecko               | Marianna Zorba              | „Horepse“                  | řečtina       | 12.      | 39   |
| 18.    | Malta               | Debbie Scerri               | „Let Me Fly“               | angličtina    | 9.       | 66   |
| 19.    | Maďarsko            | V.I.P.                      | „Miért kell, hogy elmenj?“ | maďarština    | 12.      | 39   |
| 20.    | Rusko               | Alla Pugacheva              | „Primadonna“               | ruština       | 15.      | 33   |
| 21.    | Dánsko              | Kølig Kaj                   | „Stemmen i mit liv“        | dánština      | 16.      | 25   |
| 22.    | Francie             | Fanny                       | „Sentiments songes“        | francouzština | 7.       | 95   |
| 23.    | Chorvatsko          | E.N.I.                      | „Probudi me“               | chorvatština  | 17.      | 24   |
| 24.    | Spojené království  | Katrina and the Waves       | „Love Shine a Light“       | angličtina    | 1.       | 227  |
| 25.    | Island              | Paul Oscar                  | „Minn hinsti dans“         | islandština   | 20.      | 18   |